# Рат у Бурми (1942—1945)
Кампања у Бурми (1942–1945) била је низ борби у британској колонији Бурма, ратишту Другог светског рата у југоисточној Азији, првенствено између снага Британске империје и Кине, уз подршку САД, против инвазионих снага Јапана, Тајланда и индијске националне армије. Снаге британског царства су на врхунцу имале око 1.000.000 копнених и ваздушних снага, а примарно су мобилисане из Британске Индије, уз Британску армију (око 8 редовних пешадијских дивизија и 6 тенковских пукова), 100.000 источно- и западноафричких колонијалних војника, уз мањи број копнених и ваздушних снага из неколико других доминона и колонија. Бурманска независна армија (позната легитимној бурманској влади и савезницима као "Бурманска војска издајника" - БТА) обучавана је од стране Јапана и предводила је почетне нападе на снаге Британске империје.
Кампања је имала низ специфичности. Географске карактеристике региона значиле су да клима, болести и терен имају велики утицај на операције. Недостатак саобраћајне инфраструктуре ставио је акценат на војно инжењерство и ваздушни саобраћај за премештање и снабдевање трупа и евакуацију рањеника. Кампања је такође била политички сложена, са Британцима, Сједињеним Државама и Кинезима који су сви имали различите стратешке приоритете.
То је била и једина копнена кампања западних савезника на пацифичком ратишту која је трајала континуирано од самог почетка непријатељстава до краја рата. Ово је било због њене географске локације. Ширењем из југоисточне Азије у Индију, њена област укључује неке земље које су Британци изгубили на почетку рата, али су укључивала и подручја Индије у којима је јапански напредак на крају био заустављен.
Климом региона доминирају сезонске монсунске кише, што је омогућило ефикасну кампању само за нешто више од половине сваке године. Ово, заједно са другим факторима као што су глад и нереди у Британској Индији и приоритет који су савезници дали поразу нацистичке Немачке, продужили су кампању и поделили је на четири фазе: 
- јапанска инвазија, која је довела до протеривања Британаца, индијских и кинеских снага 1942 (Јапанска инвазија Бурме),
- неуспешни покушаји Савезника да организују офанзиве у Бурму од краја 1942. до почетка 1944;
- јапанска инвазија на Индију 1944. године, која је на крају пропала након битака код Имфала и Кохиме, и напослетку
- успешна офанзива Савезника која је поновно заузела Бурму од краја 1944. до средине 1945. године.